# Verfassungspartei (Ägypten)
Die Verfassungspartei (arabisch حزب الدستور, DMG Ḥizb ad-dustūr, Kürzel DP) ist eine Partei in Ägypten. Sie wird vom ehemaligen IAEO-Generaldirektor Mohammed el-Baradei geleitet.
Die Partei wurde am 28. April 2012 durch Mohammed el-Baradei, den ehemaligen Generaldirektor der Internationalen Atomenergie-Organisation und Träger des Friedensnobelpreises, sowie einer Gruppe von ägyptischen Intellektuellen und Aktivisten der Nationalen Vereinigung für Wandel gegründet. El-Baradei beabsichtigt, die Parteibasis für die nächste Wahl in vier Jahren zu vergrößern. Die Verfassungspartei zielt darauf ab, alle Ägypter ungeachtet des Glaubens und der Ideologie hinter der Demokratie zu vereinigen. El-Baradei hofft, dass die Partei vor allem junge Personen anzieht, die hinter der Revolution standen, welche den Präsidenten Hosni Mubarak stürzte.
Die Verfassungspartei befindet sich mit der Sozialdemokratischen Partei in einer Diskussion um ein Bündnis beider Parteien, mit der Gerechtigkeitspartei wurde um eine Vereinigung verhandelt.
Nachfolgerin Mohammed el-Baradeis im Parteivorsitz ist die Koptin Hala Schukrallah. Schukrallah ist die erste weibliche Parteivorsitzende einer politischen Partei in Ägypten und trat als Präsidentschaftskandidatin für die Verfassungspartei bei den Präsidentschaftswahlen 2014 an.